# Municipio de Baker (condado de Kingsbury)
El municipio de Baker (en inglés: Baker Township) es un municipio ubicado en el condado de Kingsbury en el estado estadounidense de Dakota del Sur. En el año 2010 tenía una población de 220 habitantes y una densidad poblacional de 1,14 personas por km².

## Geografía
El municipio de Baker se encuentra ubicado en las coordenadas 44°22′59″N 97°22′50″O / 44.38306, -97.38056. Según la Oficina del Censo de los Estados Unidos, el municipio tiene una superficie total de 193.1 km², de la cual 180,62 km² corresponden a tierra firme y (6,46 %) 12,47 km² es agua.

## Demografía
Según el censo de 2010, había 220 personas residiendo en el municipio de Baker. La densidad de población era de 1,14 hab./km². De los 220 habitantes, el municipio de Baker estaba compuesto por el 98,18 % blancos y el 1,82 % eran de una mezcla de razas. Del total de la población el 0,91 % eran hispanos o latinos de cualquier raza.